# C. Ferslew & Co.
C. Ferslew & Co., nu C. Ferslew & Co. – Ferslew Bireka, er et tidligere kgl. hof- bog- & stentrykkeri, specialiseret papir og kontorartikler en gros & en detail. I dag fremstilles primært etiketter og billetter. Tidligere indgik de Ferslewske Blade også i virksomheden. Firmaet ligger i dag i Brøndby.
I 1842 oprettede M.W. Ferslew (d. 1852) en litografisk forretning, i hvilken Heimann Jacob Bing i 1849 indtrådte som medindehaver. I 1857 overgik firmaet til M.W. Ferslews søn, den senere etatsråd J.C. Ferslew (1836-1910), der i 1860 optog Philip Berendt (1829-1871) som kompagnon. Ved etatsråd Ferslews død overtoges firmaet af hans søn, fabrikejer Johan Christian Ferslew (1877-1925). Dennes enke fru Amalie Ferslew videreførte til sin død i 1948 virksomhederne, hvorefter disse ifølge hendes testamente overgik til et legat under navnet Chr. Ferslews Mindelegat, stiftet 1. oktober 1949 og stadfæstet ved kongelig konfirmation af 28. april 1950.
Af den oprindelige litografiske forretning udvikledes efterhånden, ikke mindst under etatsråd Ferslews ledelse, en række betydelige virksomheder. I 1863 oprettedes et bogtrykkeri. I 1881 anlagdes Frederiksberg Papirfabrik, som i 1909 blev ombygget og stærkt udvidet; den indgik senere som et led i De forenede Papirfabrikker. I 1885 grundlagdes Centraltrykkeriet, og samme år oprettedes etablissementet for kontorartikler i Store Kongensgade nr. 24. Med udvidelser for øje blev ejendommen Store Kongensgade nr. 22 også erhvervet. I 1890 anlagdes Kattinge Værk Cellulosefabrik, ud fra den anskuelse, at de Ferslewske virksomheder skulle være selvforsynende med råvarer; denne gren af virksomheden måtte imidlertid på grund af forskellige omstændigheder opgives. I 1910 fik firmaet prædikat af kgl. hof- bog- og stentrykkeri.
Ved siden heraf drev etatsråd Ferslew en meget omfattende virksomhed som bladudgiver. I 1864 begyndte udgivelsen af Dagstelegrafen (ophørt 1891), i 1873 af Aftenposten (1873-1931). I 1876 købtes Hotel Royal, som indrettedes til pressevirksomhed; samtidig påbegyndtes udgivelsen af Nationaltidende. I 1889 overtoges Dagens Nyheder og i 1892 Dagbladet. Bladudgiver-virksomheden er afhændet; men de øvrige Ferslewske virksomheder blev videreført af Chr. Ferslews Mindelegat.
Centraltrykkeriet havde til huse i en stor 5-etagers jernbetonbygning på Christianshavn Overgaden neden Vandet nr. 17; med udvidelser for øje blev ejendommene Overgaden neden Vandet nr. 19 og Wildersgade nr. 20-22 erhvervet.
Legatets første bestyrelse bestod af højesteretssagfører Jacob E. Gelting (formand), firmaets direktør Louis Liebnitz og fru Edith Liebnitz. Efter direktør Louis Liebnitz død i dec. 1949 indtrådte blikkenslagermester Alf. Svendsen. Direktionen bestod i 1950 af fru Edith Liebnitz og Carl Olsen.